# Tony Fucile
Tony Fucile, né le 27 septembre 1964 à San Francisco, Californie (États-Unis), est un animateur américain.

## Filmographie
- Ultraman: Rising (2024) ;
- Soul (2020) ;
- Klaus (2019) ;
- Les Indestructibles 2 (2018) ;
- Coco (2017) ;
- Vice-versa (2015) ;
- Là-haut (2009) ;
- Ratatouille (2007) ;
- Jack-Jack Attack (2005) ;
- Les Indestructibles (2004) ;
- Le Monde de Nemo (2003) ;
- Osmosis Jones (2001) ;
- Le Géant de fer (1999) ;
- Le Bossu de Notre-Dame (1996) ;
- Le Roi Lion (1994) ;
- Aladdin (1992) ;
- Tom et Jerry, le film (1992) ;
- Les Merveilleuses Aventures de Crysta (1992) ;
- Box-Office Bunny (1990) ;
- Le sapin a des boules (1989) ;
- La Petite Sirène (1989) ;
- Christmas in Tattertown (1988) ;
- Oliver et Compagnie (1988) ;
- Sport Goofy in Soccermania (1987) ;
- Blondie & Dagwood (1987) ;
- Histoires fantastiques (1987) ;
- Le Show de Bugs Bunny et Tweety (1986).